# Bolton Abbey
Bolton Abbey is een landgoed en civil parish in de Wharfedale-vallei in het noorden van het Engelse graafschap Yorkshire. Het landgoed ontleent zijn naam aan de abdij van Bolton, een Augustijns klooster uit de twaalfde eeuw dat in 1540 door koning Hendrik VIII ontbonden werd. De ruïnes van het klooster, die zich vlak bij het huidige dorp bevinden, staan tegenwoordig bekend als de Priorij van Bolton (Engels: Bolton Priory). Het landgoed en de overblijfselen van het klooster zijn publiek toegankelijk. Beide zijn eigendom van de adellijke familie Cavendish.

## Geschiedenis
Ten tijde van het Domesday Book uit 1086 wordt het gebied waar Bolton Abbey zich nu bevindt, vermeld als de caput manor (havezate) van een uitgestrekt landgoed in het bezit van Edwin, graaf van Mercia. Het landgoed, dat zo’n 3850 hectare groot was, omvatte zowel Bolton Abbey als een aantal andere nederzettingen, waaronder Otterburn, Skipton en Embsay. Nadat het gebied door de Normandische veroveraars van Engeland tijdens de “teistering van het noorden” verwoest werd, kwam het landgoed in bezit van de Romille-familie.
Het klooster waarvan de ruïnes het hart van het huidige landgoed vormen, werd aanvankelijk in 1120 opgericht in Embsay, dat op zo’n 10 kilometer afstand van Wharfedale ligt. Hoewel het gebouw werd aangeduid als abdij, was het technisch gezien een priorij onder leiding van een prior. In 1154 verhuisde de religieuze gemeenschap naar de vallei rond de rivier de Wharfe, en werd op Augustijnse leest geschoeid. De verhuizing was mogelijk nadat de Romille-familie, die het nabijgelegen Skipton Castle in bezit had, de prior eigenaar maakte van het land aan weerszijden van de oevers van de rivier. In de 14e eeuw werd de abdij tijdelijk geëvacueerd vanwege meerdere rooftochten door Schotse bendes.

## Ontbinding van het klooster
Bouwwerkzaamheden aan de priorij waren nog steeds in volle gang toen koning Hendrik VIII van Engeland in de jaren 30 van de 16e eeuw bij de wet vrijwel alle kloosters in Engeland ontbond, de monniken verjoeg en hun eigendommen zich toe-eigende. Bolton Abbey hield in januari 1540 op te bestaan als religieuze gemeenschap, en het land en de gebouwen kwamen in handen van de adellijke Clifford-familie.
Het schip van het kloostergebouw was sinds 1170 in gebruik als parochiekerk, en overleefde in die hoedanigheid de ontbinding. Het wordt nog steeds als kerk gebruikt, en werd in het victoriaans tijdperk opgeknapt. De oostelijke zijde van het complex verviel in de loop der tijd tot een ruïne.
In 1748 trouwde de toenmalige baronesse Clifford met William Cavendish, hertog van Devonshire. Het landgoed is sindsdien in het bezit van de familie Cavendish gebleven, alhoewel het sinds 1948 door een trust gerund wordt. De voormalige monumentale portierswoning van het klooster werd in de 19e eeuw omgebouwd tot adellijke woning van de nieuwe eigenaars, en omgedoopt tot Bolton Abbey Hall. Het is nog altijd een privéwoning.